# Kabinett Hoffmann I (Saarland)
Als Kabinett Hoffmann I bezeichnet man die saarländische Landesregierung unter Ministerpräsident Johannes Hoffmann (CVP) vom 20. Dezember 1947 bis zum 14. April 1951.
Bei den Wahlen zum ersten saarländischen Landtag (Wahlen zur Gesetzgebenden Versammlung des Saarlandes) am 5. Oktober 1947 erreichte die CVP die absolute Mehrheit. Sie ging eine Koalition mit der SPS ein. Der Landtag wählte daraufhin Johannes Hoffmann zum ersten saarländischen Ministerpräsidenten. Seinem Kabinett gehörten an:
| Amt                                                                               | Name              | Partei | Partei    |
| --------------------------------------------------------------------------------- | ----------------- | ------ | --------- |
| Ministerpräsident                                                                 | Johannes Hoffmann |        | CVP       |
| Minister des Inneren und für Wiederaufbau                                         | Johannes Hoffmann |        | CVP       |
| Staatssekretär des Ministers des Inneren und für Wiederaufbau (m. d. W. d. G. b.) | Edgar Hector      |        | CVP       |
| Minister für Justiz                                                               | Heinz Braun       |        | SPS       |
| Minister für Finanzen und Forsten                                                 | Christian Grommes |        | parteilos |
| Minister für Kultus, Schulwesen und Volksbildung                                  | Emil Straus       |        | CVP       |
| Minister für Kultus, Unterricht und Volksbildung (ab 3. August 1948)              | Emil Straus       |        | CVP       |
| Minister für Arbeit und Wohlfahrt                                                 | Richard Kirn      |        | SPS       |
| Minister für Wirtschaft, Verkehr, Ernährung und Landwirtschaft                    | Franz Singer      |        | CVP       |